# Natan Jurkovitz
Natan Jurkovitz, né le 4 avril 1995 à Poitiers, est un joueur international suisse de basket-ball. Il évolue au poste d'ailier.

## Biographie

### Basket à cinq
Entre 2013 et 2015, Natan Jurkovitz joue dans la ville qui l'a vu grandir, Villars-sur-Glâne, au Villars Basket. La première équipe du club évolue en Ligue Nationale B.
À partir de 2015, Jurkovitz rejoint le Fribourg Olympic, où il passe cinq saisons, devient capitaine et remporte huit trophées nationaux.
En août 2020, il part jouer à l'étranger en signant pour trois ans en Israël, à l'Hapoël Beer-Sheva (en). Il obtient à cette occasion la nationalité israélienne, son grand-père étant de confession juive. En mars 2021, il rentre en Suisse, aux Lions de Genève, où il s'était initialement engagé pour la saison 2020-2021.
À l'été 2021, Jurkovitz est de retour à Fribourg.

### Basket-ball à trois
En juin 2025, Natan Jurkovitz et ses coéquipiers remportent l'argent à la Coupe du monde de 3×3 à Oulan-Bator. C'est la première médaille intercontinentale pour le basket-ball suisse, à cinq comme à trois, homme comme femmes.

## Palmarès

### En club
En Suisse, quatre trophée sont décernés annuellement. En plus du titre du championnat, qui se termine en mai, il y a également la Coupe de Suisse (finales en avril), la Coupe de la Ligue (finales en janvier) et la SuperCoupe (finales en octobre).
- Championnat de Suisse :
  - Vainqueur : 2016, 2018, 2019, 2022, 2023, 2024
- Coupe de Suisse :
  - Vainqueur : 2016, 2018, 2019, 2022, 2023, 2024
- Coupe de la Ligue :
  - Vainqueur : 2018, 2020, 2022, 2024, 2025
- SuperCoupe :
  - Vainqueur : 2016, 2021, 2022, 2024.

### En équipe nationale
- Coupe du monde 3×3 :
  - Médaille d'argent : 2025